# Історична драма (Японія)
Історична драма (яп. 時代劇, джідайґекі) — сценічний і кінематографічний жанр в Японії, японська історична драма. Твори в даному жанрі, як правило, присвячені періоду Едо (1603-1868), хоча зустрічаються сюжети, що охоплюють і раніші історичні періоди, наприклад, період Хейан. Джідайґекі зображує життя самураїв, ремісників, селян обраного періоду, тому іноді цей жанр плутають з жанром самурайського бойовика — тямбара.

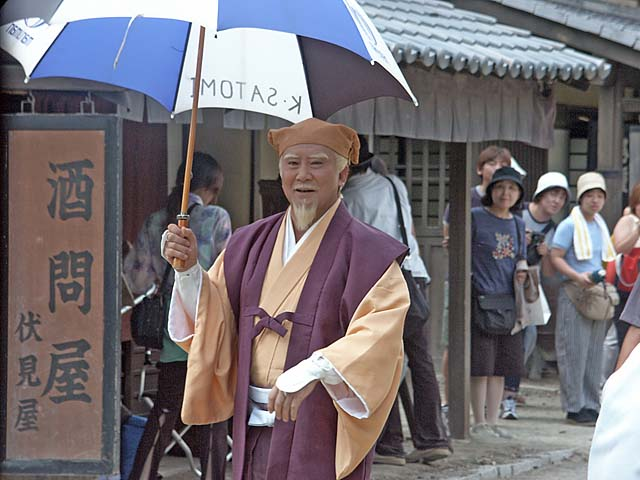
Актор Котаро Сатомі на зйомках серіалу «Міто Комон»

У галузі драматургії творцем джідайґекі вважається Тікамацу Мондзаемон. У кінематографі цей жанр виник ще в епоху німого кіно і розвивався аж до кінця 1960-х років.

## Відомі персоналії

### Режисери
- Куросава Акіра

### Актори
Багато популярних акторів дзідайґекі 1950-1960-х років прийшли в кіно з традиційного японського театру, зокрема кабукі, зберігши своє сценічне ім'я, або вийшли з театральних династій.
- Адзума Тійоносуке